# Tragedia de Putre
«Tragedia de Putre» o «Tragedia del Cumbres» es el nombre dado por la prensa chilena a un accidente de tráfico ocurrido el 29 de agosto de 2008 en el kilómetro 137 de la Ruta 11-CH, en las cercanías de la localidad de Putre, región de Arica y Parinacota, Chile. El hecho fue protagonizado por un bus de la empresa de turismo Andina del Sud que transportaba a un grupo de escolares proveniente del Colegio Cumbres de Santiago, quienes realizaban un viaje de estudios y misiones católicas. El incidente dejó nueve alumnas fallecidas y una veintena de heridas de diversa gravedad.

## Víctimas fatales
Las alumnas fallecidas en el accidente, según la nómina oficial entregada por la policía, fueron:
- Bernardita Barros Vial (16 años).
- Elisa Contreras Searle (16 años).
- María de los Ángeles Costa Arteaga (16 años).
- María Trinidad de la Carrera Bezanilla (16 años).
- Magdalena Echeverría Larraín (16 años).
- Valentina Federica Errázuriz Gandolini (15 años).
- Eloísa Garreaud Sutil (16 años).
- Magdalena Rodríguez Hermosilla (16 años).
- Bernardita María Valenzuela Prado (15 años).

## Reacciones
Dos días después de esta tragedia, el programa de concursos de TVN, El último pasajero debió suspender su emisión, ya que en dicho programa los participantes competían por poder ganar su viaje de estudios; además, la producción del programa trabajaba con la agencia de viajes Andina del Sud, la misma con la que se había contratado la gira de estudios en este accidente.
A un año del suceso, el 29 de agosto de 2009, se inauguró un memorial en el sitio del accidente, llamado Memorial a Nuestra Señora de los Nevados de Putre.
Tras el accidente, la comunidad del Colegio Cumbres ha seguido vinculada a Putre, participando en actividades con la comunidad y realizando prácticas profesionales en dicha localidad.